# Emeritierung
Emeritierung ist eine Form der altersbedingten Befreiung von der Pflicht zur Wahrnehmung der Alltagsgeschäfte (Entpflichtung).

## Etymologie
Das Wort leitet sich von dem lateinischen Verb emerēre bzw. dessen Form im Deponens emerēri (von méritum „Lohn“) ab, das sowohl sich ein Recht, einen Anspruch auf etwas erwerben als auch ausdienen, alt/unbrauchbar werden bedeutet.

## Im kirchlichen Bereich

### Römisch-katholische Kirche
Von Emeritierung spricht man bei Bischöfen und Domkapitularen innerhalb der katholischen Kirche, zuletzt 2013 auch bei Papst Benedikt XVI. Ein emeritierter Bischof (Altbischof) ist, sofern er als Diözesanbischof amtiert hat, von den diözesanen Leitungsaufgaben entbunden, behält jedoch alle Rechte, die ihm aufgrund seiner Bischofsweihe, welche als Weihesakrament Character indelebilis ist, zukommen. Letzteres gilt gleichermaßen für Weihbischöfe. So kann ein emeritierter Bischof beispielsweise weiterhin die Firmung und das Weihesakrament spenden. Römisch-katholische Bischöfe sind mit dem Erreichen des 75. Lebensjahres dazu verpflichtet, den Papst um ihren Rücktritt zu bitten. Dieser ist als Bischof von Rom von dieser Regelung ausgenommen. Das Kirchenrecht sieht jedoch vor, dass er zurücktreten kann.

### Evangelische Kirche
Ein Landesbischof außer Dienst (a. D.) wird auch als emeritierter Bischof oder als Altbischof bezeichnet. Das Höchstalter richtet sich in der Regel nach staatlichen Regeln zur Ruhestandsversetzung oder wird in eigenen Kirchengesetzen festgelegt.
In der evangelischen Kirche wurde im 20. Jahrhundert der Begriff Emeritus (lat. „ausgedient“) für den Geistlichen gebraucht, der in den Ruhestand versetzt wurde entweder auf Wunsch des Pfarrers oder auf Anordnung der kirchlichen Behörde wegen eingetretener Dienstunfähigkeit. Als Emeritus wurde auch der auf dem Disziplinarweg „seines Amts enthobene Geistliche“ bezeichnet. Der betroffene Geistliche führte neben der Berufsangabe die Abkürzung i. R. Üblich war auch der Zusatz a. D. oder die Abkürzung em. für emeritiert (ausgedient).
In den einstweiligen Ruhestand oder Ruhestand auf Dauer getretene Emeriten bekamen in der Regel ein Ruhegehalt aus einem besonderen Fonds der evangelischen Landes- oder Provinzialkirche. In der Folgezeit hatten Pfarrer und Pastoren der anerkannten Kirchen, die den Status einer Körperschaft des öffentlichen Rechts besaßen, eine ähnliche Stellung wie die eines Staatsbeamten. Mit vollendetem 65. Lebensjahr konnte der Geistliche ohne weiteres in Pension gehen, musste es aber nicht, so dass manche Pfarrer bis zum vollendeten 70. Lebensjahr, vielfach auf dem Lande, seelsorgerlich tätig waren.

## Im Hochschulwesen

### Deutschland
Die Tätigkeit der Hochschullehrer wurde ursprünglich als Beruf auf Lebenszeit verstanden. Die Verabschiedung der Hochschullehrer ist jedoch, seit sich Hochschullaufbahnen in der öffentlichen Verwaltung herausbildeten, in der Art der übrigen Beamten geregelt. Zum ersten Mal wurden die Professoren in Preußen 1825 aus der allgemeinen Regelung ausgenommen.
Emeritierung ist nicht gleichbedeutend mit Pensionierung. Professoren, die in Deutschland vor einem (je nach Bundesland unterschiedlichen) Stichtag berufen worden sind, genießen ein besonderes Emeritierungsrecht: Sie erhalten ein höheres Ruhegehalt, das ungefähr der Besoldung vor Eintritt der Emeritierung entspricht. Statt sich emeritieren zu lassen, können sich Professoren auch pensionieren lassen. Ein pensionierter Professor hat im Gegensatz zu emeritierten Professoren keine Dienstpflichten mehr; er kann also beispielsweise sofort die Betreuung von Doktoranden einstellen. Der Emeritierte behält hingegen seine wissenschaftsbezogenen akademischen Rechte und verfügt weiter über einen Etat. Er kann zum Beispiel weiterhin diesbezügliche Dienstreisen unternehmen und Anschaffungen vornehmen sowie selbstverständlich Vorlesungen halten, Studierende beraten und akademische Prüfungen abnehmen.
Ein emeritierter Hochschulprofessor (Emeritus, Abkürzung: em.) bzw. eine emeritierte Hochschulprofessorin (Emerita) befindet sich in einem Teil-Ruhestand und hat mit der Emeritierung das Recht erworben, sich von bestimmten Alltagspflichten einer Professur zurückzuziehen. Diese Alltagspflichten betreffen vor allem Aufgaben im Rahmen der universitären Selbstverwaltung. Der Hochschulprofessor gibt gegebenenfalls seinen Sitz oder sein Stimmrecht im Senat oder im Fakultätsrat zurück. Er muss keine Lehrveranstaltungen mehr halten, kann dies jedoch noch weiter tun. Nach Absprache darf er weiter ein Dienstzimmer und die Infrastruktur benutzen, um Forschungsarbeiten weiter zu betreiben oder neue aufzunehmen. Außerdem darf ein Emeritus noch studentische Graduierungsarbeiten, Promotionen oder Habilitationen betreuen und Mitglied akademischer (nicht aber staatlicher) Prüfungskommissionen, Berufungskommissionen und anderer Kommissionen sein. Er kann zudem – wie ein pensionierter Professor – Gutachten erstellen, etwa für Gerichte oder Staatsanwaltschaften.
Die Emeritierung regelt zwar grundsätzlich das Landesrecht, allerdings wurde sie bundesrechtlich durch das Hochschulrahmengesetz in der zweiten Hälfte der 1970er Jahre für nach einem bestimmten Stichtag berufene Professoren abgeschafft, indem den Ländern ein entsprechender Gesetzgebungsauftrag erteilt wurde. Das Emeritierungsrecht genießen Professoren, die vor einem bestimmten Stichtag ernannt wurden. Gemäß §§ 76 Abs. 1, 72 Abs. 1 des Hochschulrahmengesetzes in der Fassung vom 26. Januar 1976 ist der landesgesetzlich bestimmte Zeitpunkt maßgeblich, wobei für das Inkrafttreten des neuen Dienstrechts in den Bundesländern eine Übergangszeit von drei Jahren ab Inkrafttreten der §§ 72, 76 HRG galt. In Nordrhein-Westfalen (welches den Gesetzgebungsauftrag des Hochschulrahmengesetzes nicht rechtzeitig umsetzte) ist beispielsweise die Berufung vor dem 1. Januar 1980 maßgeblich, in Niedersachsen die Ernennung vor dem 1. Oktober 1978.
Da die Gruppe der Hochschullehrer, die für die Emeritierung im eben dargestellten traditionellen Sinn künftig überhaupt noch in Frage kommen, naturgemäß immer kleiner wird, werden die Wörter Emeritierung, emeritieren, Emeritus beziehungsweise Emerita inzwischen zunehmend allgemein für Professoren und Professorinnen im Ruhestand (pensionierte Hochschullehrer) verwendet. Dies basiert (abgesehen von der althergebrachten Gewohnheit, einen nicht mehr im normalen Dienst stehenden Professor bzw. eine Professorin als emeritiert zu bezeichnen) auf der Überlegung, dass pensionierte Hochschullehrer (analog zur Handhabung bei hohen Geistlichen) nach allen deutschen Hochschulgesetzen weiterhin das Recht behalten, an ihrer Hochschule eigenverantwortlich zu lehren (venia legendi), Promotionen zu betreuen und Prüfungen abzunehmen. Darin unterscheiden sie sich von pensionierten Angehörigen der meisten übrigen Lehrberufe, wie z. B. den Gymnasiallehrern, aber auch von pensionierten Richtern, Verwaltungsbeamten, Soldaten usw., die nach der Pensionierung keinerlei mit ihrem Beruf verbundene Tätigkeit mehr durchführen dürfen. Die Rechte, eigenständig zu forschen, zu lehren und akademische Prüfungen abzunehmen, sind Befugnisse, die im Hochschulleben eine zentrale Rolle spielen und sich mit dem Recht zur Vornahme bestimmter kultischer Handlungen vergleichen lassen, das emeritierten Angehörigen der höheren Geistlichkeit zukommt.
Trotzdem ist der jetzt entstandene Sprachgebrauch, nach dem von pensionierten Hochschullehrern gesagt wird, sie seien emeritiert, formal nicht korrekt, da so die Grenzen zwischen den Emeriti im eigentlichen Sinne und den pensionierten Professoren verwischt werden. Auch die Handhabung der Titelführung bietet hierfür keine belastbare Grundlage, da alle Professoren nach den einschlägigen Hochschulgesetzen ihre Amtsbezeichnung bzw. ihren akademischen Grad nach der Pensionierung regelmäßig ohne Zusätze wie a. D. (außer Dienst) oder i. R. (im Ruhestand) weiterführen dürfen.

### Österreich

#### Allgemeines
Die Emeritierung ist eine auf Dauer wirksame Entbindung eines beamteten Universitäts-/Hochschulprofessors von der Erfüllung der Dienstpflichten, insbesondere der Lehrverpflichtung. Sie tritt an die Stelle der Versetzung des Beamten in den Ruhestand. Früher war gesetzlich vorgesehen, dass emeritierte Professoren höhere Bezüge erhielten als in den Ruhestand versetzte.
Professoren, die nicht Beamte, sondern Angestellte sind, können nicht emeritiert werden, aber in Pension gehen.

#### Emeritierung mit Rechtsanspruch
Personen, die vor dem 1. März 1998 zum Ordentlichen Universitätsprofessor berufen wurden, werden mit jenem 1. Oktober emeritiert, der auf ihren 68. Geburtstag folgt. Auf ihren Antrag hin werden sie bereits mit jenem 1. Oktober emeritiert, der auf ihren 66. oder 67. Geburtstag folgt. Wollen diese Professoren bereits früher aus dem aktiven Dienststand ausscheiden, haben sie nicht die Möglichkeit der Emeritierung, sondern nur die Möglichkeit, in den Ruhestand versetzt zu werden.

#### Emeritierung ohne Rechtsanspruch
Andere beamtete Universitätsprofessoren werden mit jenem 1. Oktober, der auf ihren 65. Geburtstag folgt, in den Ruhestand versetzt. In bestimmten Fällen kann die Dienstbehörde ihnen jedoch die Emeritierung erst ein, zwei oder maximal drei Jahre später gewähren.

### Schweiz
In der Schweiz ist die Sachlage von Universität zu Universität verschieden. Solange es am Lehrstuhl kein Platzproblem gibt, kann ein emeritierter Professor weiterhin ein Dienstzimmer nutzen. Wird jedoch der Platz zu knapp, kann einem emeritierten Professor nahegelegt werden, das Dienstzimmer einer neuen Lehrkraft abzutreten. Dies ist jedoch selten der Fall, da die meisten emeritierten Professoren ihren Anspruch nicht erheben und somit größtenteils im Ruhestand sind.